# Stovall
Stovall és una població dels Estats Units a l'estat de Carolina del Nord. Segons el cens del 2000 tenia 376 habitants.

## Demografia
Segons el cens del 2000, Stovall tenia 376 habitants, 155 habitatges i 108 famílies. La densitat de població era de 139,6 habitants per km².
Dels 155 habitatges en un 31% hi vivien nens de menys de 18 anys, en un 51,6% hi vivien parelles casades, en un 14,8% dones solteres, i en un 29,7% no eren unitats familiars. En el 28,4% dels habitatges hi vivien persones soles el 12,3% de les quals corresponia a persones de 65 anys o més que vivien soles. El nombre mitjà de persones vivint en cada habitatge era de 2,43 i el nombre mitjà de persones que vivien en cada família era de 2,98.
Per edats la població es repartia de la següent manera: un 26,9% tenia menys de 18 anys, un 4% entre 18 i 24, un 25,3% entre 25 i 44, un 23,4% de 45 a 60 i un 20,5% 65 anys o més.
L'edat mediana era de 40 anys. Per cada 100 dones de 18 o més anys hi havia 91 homes.
La renda mediana per habitatge era de 39.250 $ i la renda mediana per família de 46.875 $. Els homes tenien una renda mediana de 31.250 $ mentre que les dones 17.386 $. La renda per capita de la població era de 16.097 $. Entorn del 9,2% de les famílies i el 12,4% de la població estaven per davall del llindar de pobresa.

## Poblacions més properes
El següent diagrama mostra les poblacions més properes.